# Isnello
Isnello – miejscowość i gmina we Włoszech, w regionie Sycylia, w prowincji Palermo.
Według danych na rok 2004 gminę zamieszkiwały 1922 osoby, 38,4 os./km².

## Linki zewnętrzne

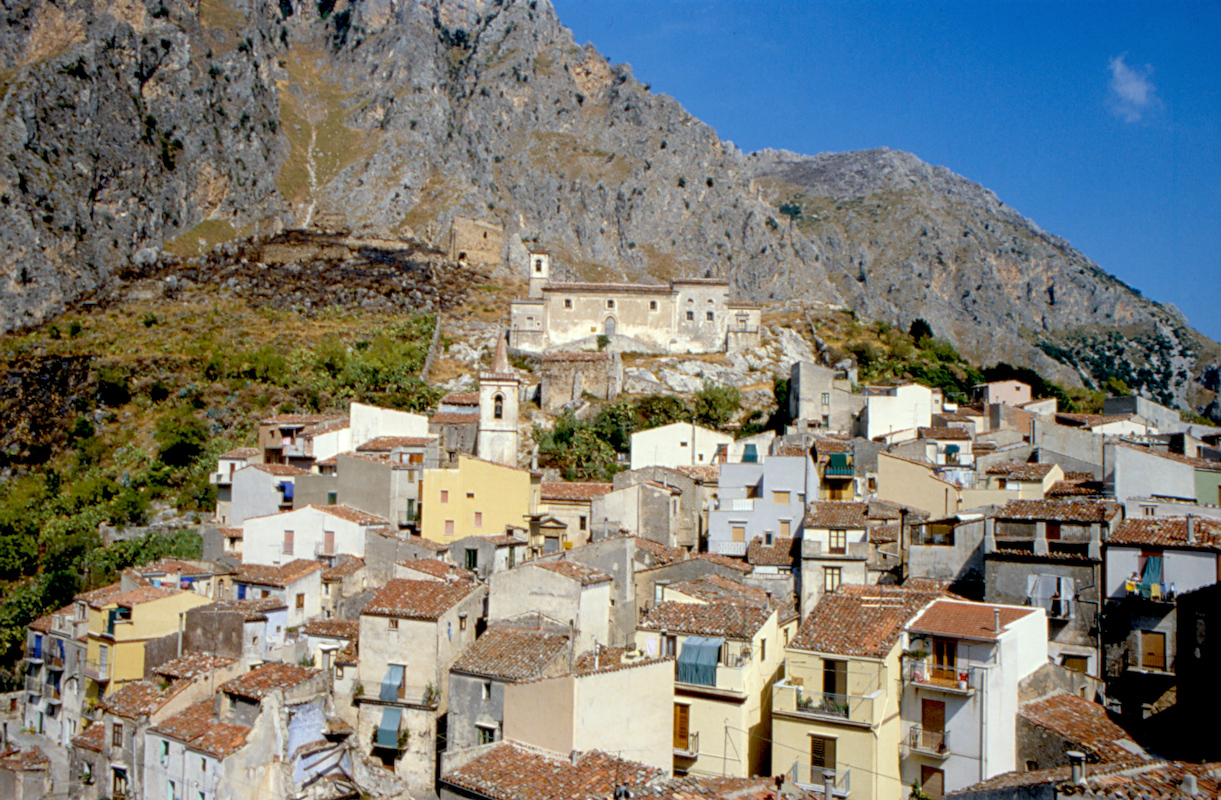
Isnello